# Pakosz (Kielce)

Dzielnice i osiedla Kielc, Pakosz ma na mapie nr 35

Pakosz – część Kielc znajdująca się na południowych obrzeżach miasta.
Powstała na sposób miejski w 1929 roku, jeszcze poza granicami miasta i posiadała 4 ulice: Pakosz, Dolną, Wapienną i Kamienną. W niedługim czasie teren Stadionu od Kadzielni do Pasma Posłowickiego i Pasma Dymińskiego został przez miasto wydzierżawiony od nadleśnictwa, co poskutkowało przesunięciem granic administracyjnych i włączeniem Pakosza do miasta.
Na terenie Pakosza znajduje się osiedle domków jednorodzinnych, stadion lekkoatletyczny „Budowlani” oraz nowa Hala Legionów przy ulicy Bocznej, jak również cmentarz żydowski.
W pobliżu znajduje się także kompleks leśny „Stadion leśny”. Przez Pakosz przepływa Silnica.
Przez Pakosz przechodzą:
- niebieski szlak turystyczny z Chęcin do Łagowa.
- niebieski szlak spacerowy Kielce, ul. Zamkowa – Stadion Leśny
- żółty szlak spacerowy wokół Kielc
- czarny szlak turystyczny Kielce, ul. Szczepaniaka, MPK – skocznia narciarska na Pierścienicy

Dojazd zapewniają linie autobusowe komunikacji miejskiej: 4, 24, 44, 54, 103, Z.